# Бьорн Найберг
Бьорн Найберг (на шведски: Björn Nyberg) е шведски писател, автор на произведения в жанровете приключенски роман и фентъзи.

## Биография и творчество
Бьорн Емил Оскар Найберг е роден на 11 септември 1929 г. Стокхолм, Швеция, в семейството на бизнесмена Холгер Найберг и служителката Маргит Ларсен.
На 12 февруари 1954 г. се жени за Ане-Мари Йонсон, с която имат една дъщеря.
Известен е с романа си „Завръщането на Конан“ от 1957 г., който е продължение на поредицата на писателя Робърт Хауърд. През 1968 г. е преименуван на „Конан отмъстителя“ след редакция от Лион Спраг де Камп. Заедно с Лион Спраг де Камп пишат още три сборника към поредицата.
През 1961 г. завършва Стокхолмското бизнес училище.
Бьорн Найберг умира на 16 ноември 2004 г. във Франция.

## Произведения

### Серия „Конан“ (Conan)
1. The Return of Conan (1957) – с Лион Спраг де Камп
Конан отмъстителя, изд. „Мега“ (1998), прев. Димитър Добрев
2. Conan the Avenger (1968) – сборник с Лион Спраг де Камп и Лин Картър
3. Conan the Swordsman (1978) – сборник с Лион Спраг де Камп и Лин Картър
4. Sagas of Conan (2004) – сборник с Лин Картър и Лион Спраг де Камп

- Conan and Myself (1959) – документална книга

#### Разкази (в света на Конан)
- The People of the Summit (1970) – с Лион Спраг де Камп
- The Star of Khorala (1978) – с Лион Спраг де Камп

### Разкази
- Väktaren (1958)
- The Agent (1959)